# Hypericum quitense
Hypericum quitense är en johannesörtsväxtart som beskrevs av Robert Keller. Hypericum quitense ingår i släktet johannesörter, och familjen johannesörtsväxter. Inga underarter finns listade i Catalogue of Life.